# Tipton (Indiana)
Tipton – miasto w Stanach Zjednoczonych, w stanie Indiana, siedziba administracyjna hrabstwa Tipton.